# The Simp and the Sophomores
The Simp and the Sophomores è un cortometraggio muto del 1915 diretto da Will Louis.

## Trama
Preso di mira dagli studenti anziani che lo picchiano, Pecy assume il professor Strong. Nascosto nella camera della matricola, Strong mette al tappeto gli assalitori e, da quel momento, Percy si conquista il rispetto di tutto il college.

## Produzione
Il film, girato con il titolo di lavorazione di The Cave Man negli studi Edison di New York, fu prodotto dalla Edison Company.

## Distribuzione
Distribuito dalla General Film Company, il film - un cortometraggio in una bobina - uscì nelle sale cinematografiche USA il 1º settembre 1915. Nel Regno Unito, il film prese il titolo The Simpleton's Revenge.
Copia della pellicola viene conservata negli archivi dell'International Museum of Photography and Film at George Eastman House.